# Moni Nilsson-Brännström

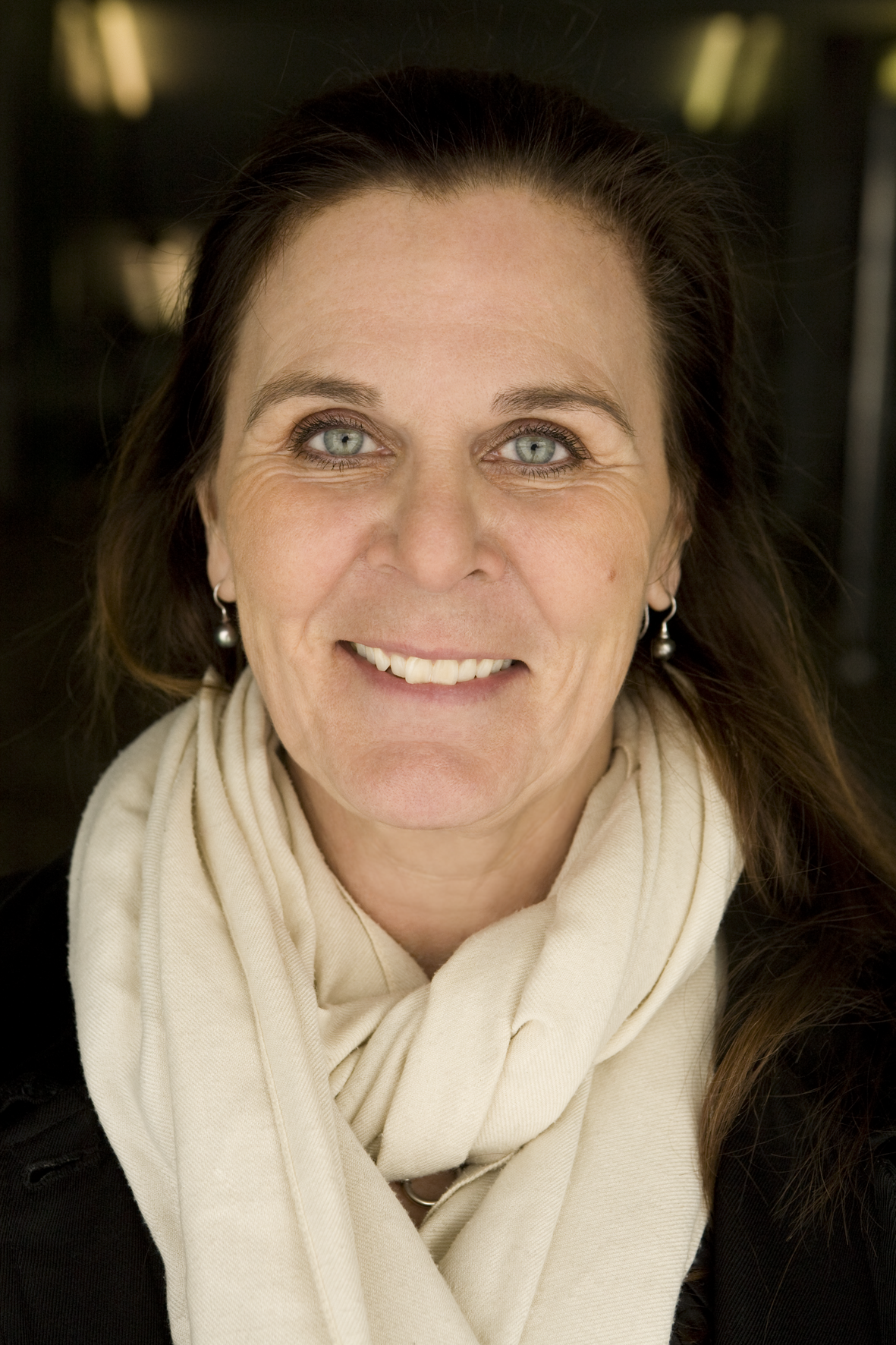
Moni Nilsson-Brännström

Moni Nilsson-Brännström (* 1955 in Bandhagen, Stockholm) ist eine schwedische Schriftstellerin.
Bekannt wurde sie im deutschsprachigen Raum durch ihre Kinderromanreihe Tsatsiki-Tsatsiki. 
 Diese wurden 1999 mit Tsatsiki – Tintenfische und erste Küsse und 2001 mit Tsatsiki – Freunde für immer verfilmt.

## Werke
- 1983 – Bartolomeus och spöket
- 1995 – Tsatsiki och morsan
- 1996 – Tsatsiki och farsan
- 1997 – Bara Tsatsiki
- 1998 – Sejtes skatt
- 1999 – Tsatsiki och kärleken
- 2001 – Tsatsiki och Retzina
- 2001 – Klassresan
- 2002 – Smått och gott med Samuel Svensson
- 2003 – Malin+Rasmus=Sant
- 2004 – Flucht nach Zaraterra
- 2005 – Salmiak och Spocke

## Auszeichnungen (Auswahl)
- 1997 – Bokjuryn (Kategorie 7–9 Jahre)
- 1998 – Nils-Holgersson-Plakette
- 1999 – Bokjuryn (Kategorie 7–9 Jahre)
- 1999 – Wettergrens barnbokollon
- 1999 – BMF-Plakette für Tsatsiki och kärleken zusammen mit Pija Lindenbaum
- 2001 – Bokjuryn (Kategorie 7–9 Jahre)
- 2003 – Bokjuryn (Kategorie 14–19 Jahre)
- 2010 – Astrid-Lindgren-Preis